# Sindaco di Olongapo
Il Sindaco di Olongapo (Tagalog: Alkalde ng Olongapo; inglese: Mayor of Olongapo o Olongapo Mayor) è l'autorità elettiva che governa la città di Olongapo.
Il sindaco presiede nel municipio della città ed un suo singolo mandato ha la durata di 3 anni. Come tutti i capi di governo locali nelle Filippine, è eletto tramite voto popolare e non può rimanere in carica per oltre tre mandati consecutivi. Un ex-sindaco può tuttavia tornare al potere dopo l'intervallo di un mandato. In caso di morte, dimissioni o incapacità dell'autorità, il vicesindaco è autorizzato a prenderne il posto. Il ruolo è stato creato nel 1959 con l'inaugurazione di Ruben Geronimo; l'attuale sindaco è Rolen Paulino Jr., eletto nel 2019.

## Storia
A differenza del resto delle Filippine che ottenne l'indipendenza dagli Stati Uniti d'America sulla base del trattato di Manila firmato dal Presidente Manuel Roxas nel 1946, dopo la seconda guerra mondiale la municipalità di Olongapo era rimasta sotto la giurisdizione americana sulla base del trattato di Parigi del 1898 ed era perciò governata da un ufficiale della United States Navy. La vicina baia di Subic ospitava infatti un'importante base navale statunitense, tra le più grandi della United States Navy. Gli oltre 60.000 residenti filippini di Olongapo erano tassati dalla marina statunitense, un organismo politico con il quale però non si identificavano, e coloro che erano coinvolti in incidenti con i marinai stranieri lì presenti erano processati da una corte d'appello statunitense.
Importanti passi in avanti vennero compiuti negli anni cinquanta, grazie allo sforzo di mediatori quali James L. Gordon, culminati con la dichiarazione d'indipendenza di Olongapo dagli Stati Uniti d'America il 7 dicembre 1959, a cui seguì l'ordine esecutivo del Presidente Carlos P. Garcia che reintegrava ufficialmente la municipalità alla provincia di Zambales. Il primo Sindaco nominato dal governo filippino fu il leader civile Ruben Geronimo, a cui seguì l'imprenditore Ildefonso Arriola. 
Nel 1963 un emendamento del Presidente Diosdado Macapagal diede ai cittadini di Olongapo il diritto di voto per l'elezione del sindaco: alle prime elezioni amministrative, nel novembre di quell'anno, trionfò James Gordon. Grazie all'aiuto di alleati politici al Congresso, tra cui il deputato Ramon Magsaysay Jr. e il Senatore Genaro Magsaysay, Gordon presentò poi un disegno di legge per convertire la municipalità di Olongapo a città. La richiesta venne accolta il 1º giugno 1966, quando il Presidente Ferdinand Marcos firmò il Republic Act 4645, noto anche come Carta della Città di Olongapo (in inglese Charter of the City of Olongapo). La città fu ufficialmente inaugurata il 1º settembre 1966 durante l'amministrazione Gordon, a cui fu confermato un mandato di quattro anni.
Il mandato del Sindaco fu poi ridotto a tre anni a partire dalle elezioni amministrative del 1992.

## Sindaci

### Sindaci designati (1959-1963)
| Sindaco           | Mandato       | Mandato          |
| ----------------- | ------------- | ---------------- |
| Ruben Geronimo    | novembre 1959 | 1962             |
| Ildefonso Arriola | 1962          | 30 dicembre 1963 |

### Sindaci eletti direttamente dai cittadini (1963-oggi)
| Sindaco        | Sindaco                 | Partito          | Partito                                                 | Mandato          | Mandato          | Elezione      |
| Sindaco        | Sindaco                 | Partito          | Partito                                                 | Inizio           | Fine             | Elezione      |
| -------------- | ----------------------- | ---------------- | ------------------------------------------------------- | ---------------- | ---------------- | ------------- |
|                | James L. Gordon         |                  | Indipendente                                            | 30 dicembre 1963 | 20 febbraio 1967 | Elezioni 1963 |
|                | Jaime Guevara           |                  | Partito Nazionalista                                    | 20 febbraio 1967 | 30 dicembre 1967 | [ 3 ]         |
|                | Amelia J. Gordon        |                  | Indipendente                                            | 30 dicembre 1967 | 30 dicembre 1971 | Elezioni 1967 |
|                | Geronimo Lipumano       |                  | Indipendente                                            | 30 dicembre 1971 | 2 marzo 1980     | Elezioni 1971 |
|                | Richard Gordon          |                  | Movimento della Nuova Società                           | 3 marzo 1980     | 23 aprile 1986   | Elezioni 1980 |
|                | Teodoro Macapagal       |                  | Commissario prefettizio                                 | 23 aprile 1986   | 31 gennaio 1988  |               |
|                | Richard Gordon          |                  | Partito Nazionalista (Coalizione Popolare Nazionalista) | 2 febbraio 1988  | 30 giugno 1992   | Elezioni 1988 |
| 30 giugno 1992 | Richard Gordon          | 23 luglio 1993   | Partito Nazionalista (Coalizione Popolare Nazionalista) | Elezioni 1992    |                  |               |
|                | Cynthia Cajudo          |                  | Partito Nazionalista                                    | 24 luglio 1993   | 21 marzo 1995    | [ 4 ]         |
|                | Rexy Gregorio Cruz      |                  | Indipendente                                            | 22 marzo 1995    | 30 giugno 1995   |               |
|                | Katherine Howell-Gordon |                  | Partito Nazionalista                                    | 30 giugno 1995   | 30 giugno 1998   | Elezioni 1995 |
| 30 giugno 1998 | Katherine Howell-Gordon | 30 giugno 2001   | Partito Nazionalista                                    | Elezioni 1998    |                  |               |
| 30 giugno 2001 | Katherine Howell-Gordon | 30 giugno 2004   | Partito Nazionalista                                    | Elezioni 2001    |                  |               |
|                | James Gordon Jr.        |                  | Lakas-CMD                                               | 30 giugno 2004   | 30 giugno 2007   | Elezioni 2004 |
| 30 giugno 2007 | James Gordon Jr.        | 30 giugno 2010   | Lakas-CMD                                               | Elezioni 2007    |                  |               |
|                | James Gordon Jr.        | Bagumbayan-VNP   | 30 giugno 2010                                          | 30 giugno 2013   | Elezioni 2010    |               |
|                | Rolen Paulino           |                  | Coalizione Popolare Nazionalista                        | 30 giugno 2013   | 30 giugno 2016   | Elezioni 2013 |
|                | Rolen Paulino           | Partito Liberale | 30 giugno 2016                                          | 3 settembre 2018 | Elezioni 2016    |               |
|                | Lugie Lipumano Garcia   |                  | Partito Liberale Commissario prefettizio                | 3 settembre 2018 | 3 marzo 2019     | [ 5 ]         |
|                | Rolen Paulino           |                  | Partito Liberale                                        | 4 marzo 2019     | 30 giugno 2019   |               |
|                | Rolen Paulino Jr.       |                  | Partito Nazionalista                                    | 30 giugno 2019   | in carica        | Elezioni 2019 |